# Lord of the manor
Een lord of the manor is een Britse feodale titel die de bezitter rechten en plichten verleent die samenhangen met zijn manor, heerlijkheid. Deze kunnen het recht zijn tot het houden van een markt, openen van een mijn, het mogen bezitten van stukken wegen en zeer uitzonderlijk het recht om de rechterhand van de monarch vast te houden bij een inhuldiging. Lords en ladies of the manor behoren niet tot de adel en sinds het afschaffen van 'the feudal tenure' in Groot-Brittannië is deze titel los komen te staan van de oorspronkelijke manor en zijn gronden en kan men deze kopen en doorgeven aan zijn nakomelingen. Deze titel is vergelijkbaar met een Schotse feudal barony, die ook te koop zijn, maar ook geen adeldom verschaffen.

## Aanspreekvorm
De correcte manier om een lord of the manor aan te spreken is: John Smith, Lord of (the manor of) Little Sniffling (in Barsetshire). De woorden tussen haakjes zijn ongebruikelijk, maar kunnen toegepast worden.
Lords of the manor worden nooit aangesproken als Lord Smith, want dit zou verwijzen naar een lid van de hoge adel, een peer.

## Paspoort
Het is mogelijk om met de juiste documenten de titel van Lord of ... ('of' moet behouden worden om het verschil duidelijk te maken met leden van de adel) te laten aanbrengen in paspoorten, rijbewijzen en andere officiële documenten.